# 生駒正成
生駒 正成（いこま まさなり）は、室町時代末期から安土桃山時代（戦国時代）にかけての武将。実名は森正成で、のちに生駒家宗の娘婿となって生駒式部少輔を称した。

## 来歴
正成は伊勢国中江城主森式部少輔正久（前野小一郎正久）の嫡男に生まれる。母は前野家十二代正義の娘の阿久以であるという。父の正久は正義の婿養子となった。
はじめ森甚之丞正成と名乗り、父の居城である中江城にあったという。父とともに中江を退いて尾張国に落ちた際には、小折村生駒家屋敷の二の丸に居住したという。ここで生駒家宗の娘（生駒吉乃の妹）を正室として婿養子となり、生駒式部少輔正成を名乗った。妹の露乃は吉乃に仕えた。後に母の縁をもって前野村前野家屋敷に移住した。この頃から織田弾正忠家の織田信長に仕え、高名をあげたという。
後に織田信長が伊勢国北畠氏を攻め、北畠具教のあとに北畠具豊（のちの織田信雄）を置くと、その配下となって旧領中江を賜った。
天正12年（1584年）、嫡男の森雄成が織田信雄の勘気を蒙り、正成は前野村に蟄居する。四年後の天正16年（1588年）8月27日、同地で死去する。法名は覚翁自竹禅定門。

## 氏族
正成は、伊勢国中江に本拠を置く森氏の嫡男に生まれる。この森氏は人皇56代清和天皇の後胤、清和源氏経基流の森大和守源頼親の末裔である大和源氏森氏であり、いつの代かに大和から伊勢に移住したという。
後に小折村の生駒氏の婿養子となった。この生駒氏は藤原北家良房流の氏族で、もとは同じく大和国の豪族である。正成の妻の姉は生駒吉乃であり、織田信長の室で織田信忠や信雄の母であるため、正成嫡男の森雄成は主君織田信雄の従兄弟にあたる。生駒家は、正成の母の生家である前野家とも関わりが深く、江戸時代には前野家は生駒家に仕えた。父が前野家の養子だったので、前野家屋敷と生駒家屋敷に居候していたという。

## 系譜
- 父：森正久（前野正久）
- 母：阿久以（前野正義）
- 正室：生駒須古（生駒家宗娘、万星須古禅定尼）
  - 男子：森雄成（森成久）
  - 男子：森正友
  - 女子：於亀（前田源助[1]室）
  - 男子：生駒正守[注釈 1]